# Liste der Wiener Gemeindebauten/Margareten
Diese Liste zählt die Gemeindebauten im 5. Wiener Gemeindebezirk Margareten auf.
Es werden nur solche Objekte angeführt, die seit Beginn des sozialen Wohnbaus errichtet wurden. Ältere Häuser, die im Besitz der Stadt Wien sind und in denen ebenfalls Gemeindewohnungen vergeben werden, fehlen daher.
| Name / ID                                                    | Foto |                 | Adresse                               | Baujahr   | Architekt(en)                                                          | Kunstobjekte | Wohnungen | Anmerkungen |
| ------------------------------------------------------------ | ---- | --------------- | ------------------------------------- | --------- | ---------------------------------------------------------------------- | --- | --------- | --- |
| 587                                                          | 1    | Datei hochladen | Amtshausgasse 3-5 Standort            | 1980–1982 | Herbert Müller-Hartburg                                                | Sandsteinplastik Ohne Titel von Franz Xaver Ölzant an der Hausecke | 48        | Identadresse Bräuhausgasse 61 |
| Eiselsberg-Hof 102 HERIS-ID: 10370 Objekt-ID: 6424           | 1    | Datei hochladen | Bacherplatz 4 Standort                | 1948–1950 | Otto Schönthal, Josef Friedl                                           | Sgraffitowandbild Licht, Freude und Geselligkeit für Dein Kind von Friedrich Dietmayer (1950) am Kindergarten | 167       | Denkmalschutz Benannt nach Anton von Eiselsberg Identadresse Wimmergasse 40-48, Siebenbrunnengasse 34-36 |
| 568 HERIS-ID: 10372 Objekt-ID: 6426                          | 1    | Datei hochladen | Blechturmgasse 23-27 Standort         | 1950–1951 | Josef Hoffmann                                                         | | 78        | Denkmalschutz |
| 581                                                          | 1    | Datei hochladen | Brandmayergasse 2 Standort            | 1977–1978 | Gerhard Kroj                                                           | | 30        | Identadresse Kohlgasse 27-29 |
| 594                                                          | 1    | Datei hochladen | Brandmayergasse 4 Standort            | 1989–1990 |                                                                        | | 21        | |
| 556 HERIS-ID: 10373 Objekt-ID: 6427                          | 1    | Datei hochladen | Brandmayergasse 24 Standort           | 1928–1929 | Fritz Judtmann, Egon Riss                                              | | 68        | Denkmalschutz Identadresse Diehlgasse 20-26 |
| 561                                                          | 1    | Datei hochladen | Brandmayergasse 27 Standort           | 1937–1939 | Adolf Stöhr                                                            | Keramisches Wandbild einer Familie mit vier Kindern aus der Entstehungszeit mit Intervention (Glaswand mit spiegelverkehrter Aufschrift „IDYLLE“) von Ulrike Lienbacher (2002) | 81        | Identadresse Diehlgasse 14-18 |
| 577                                                          | 1    | Datei hochladen | Castelligasse 3 Standort              | 1972–1973 | Franz Marx                                                             | | 35        | Identadresse Gartengasse 10-12 |
| 584                                                          | 1    | Datei hochladen | Einsiedlergasse 13 Standort           | 1981–1983 | Heinz Tesar                                                            | | 12        | |
| 586                                                          | BW   | Datei hochladen | Embelgasse 53-55 Standort             | 1977–1978 | Georg Lisner                                                           | | 26        | |
| 558 HERIS-ID: 11797 Objekt-ID: 7915                          | 1    | Datei hochladen | Fendigasse 19-21 Standort             | 1930–1931 | Herbert Kastinger, Hermann Stiegholzer                                 | | 74        | Denkmalschutz Identadresse Embelgasse 10-12, Obere Amtshausgasse 9-13 |
| 578                                                          | 1    | Datei hochladen | Franzensgasse 7-9 Standort            | 1975–1976 | Othmar Augustin                                                        | | 60        | Identadresse Schönbrunner Straße 17-19 |
| 580                                                          | 1    | Datei hochladen | Franzensgasse 17 Standort             | 1976–1977 | Ludwig Hammerschmid                                                    | | 23        | Identadresse Grüngasse 5 |
| 579                                                          | 1    | Datei hochladen | Gartengasse 7 Standort                | 1974–1975 | Dietlind Erschen                                                       | | 9         | |
| 567                                                          | 1    | Datei hochladen | Gartengasse 5, 9-11 Standort          | 1967–1968 | Günther Ludwig                                                         | | 44        | Identadresse Gartengasse 5 |
| 560                                                          | 1    | Datei hochladen | Gassergasse 24-26 Standort            | 1938      | Karl Ehn                                                               | | 59        | Identadresse Kliebergasse 6 |
| 562                                                          | BW   | Datei hochladen | Gassergasse 48-50 Standort            | 1961–1962 | Oskar Trubel                                                           | | 51        | Identadresse Hollgasse 6 |
| 590                                                          | 1    | Datei hochladen | Gießaufgasse 26 Standort              | 1985–1986 | Eveline-Anne Bettelheim                                                | | 11        | |
| 551                                                          | 1    | Datei hochladen | Gießaufgasse 34 Standort              | 1956–1958 | Adolf Wölzl                                                            | | 56        | Identadresse Josef-Schwarz-Gasse 9 |
| 588                                                          | 1    | Datei hochladen | Grüngasse 14 Standort                 | 1981–1984 | Wenko Bossew                                                           | | 18        | |
| 564                                                          | 1    | Datei hochladen | Hauslabgasse 24 Standort              | 1939      | Karl Ehn                                                               | | 29        | |
| 563                                                          | 1    | Datei hochladen | Hauslabgasse 25 Standort              | 1938      | Karl Ehn                                                               | | 29        | |
| 575                                                          | 1    | Datei hochladen | Hofgasse 2 Standort                   | 1955–1956 | Anton Dolenz                                                           | | 17        | |
| 595                                                          | 1    | Datei hochladen | Jahngasse 32 Standort                 | 1990–1991 | Gabor Fettik                                                           | | 13        | |
| 593                                                          | 1    | Datei hochladen | Jahngasse 34 Standort                 | 1987–1989 | Gabor Fettik                                                           | | 13        | |
| Eduard-Leisching-Hof 6                                       | 1    | Datei hochladen | Johannagasse 29-35 Standort           | 1954–1955 | Josef Baudys, Rudolf Münch, Hans Paar                                  | Mosaikfries Ornament von Wander Bertoni (1954) über der Durchfahrt | 285       | Benannt nach Eduard Leisching Identadresse Gießaufgasse 31, Gießaufgasse 32 |
| 583                                                          | 1    | Datei hochladen | Kleine Neugasse 21 Standort           | 1977–1979 | Kurt Braun, Heinz Düringer                                             | | 19        | |
| Emmerich-Sailer-Hof 10                                       | 1    | Datei hochladen | Kliebergasse 8 Standort               | 1968–1970 | Rotraut Hommer                                                         | Vertikaler Sgraffitofries Abstrakte Komposition von Wolfgang Herzig | 50        | Benannt nach dem Schutzbündler und Politiker Emmerich Sailer (1908–1969) Identadresse Hauslabgasse 27 |
| 1745                                                         | 1    | Datei hochladen | Kohlgasse 31 Standort                 | 1984–1985 | Gerhard Kroj                                                           | | 18        | |
| 582                                                          | 1    | Datei hochladen | Krongasse 18 Standort                 | 1978–1979 | Kurt Braun, Heinz Düringer                                             | | 17        | |
| 569                                                          | 1    | Datei hochladen | Laurenzgasse 14-18 Standort           | 1950–1951 | Bruno Tinhofer, Franz Wosatka                                          | Steinzeugfries Spielende Kinder von Hilde Uray über der Straßendurchfahrt | 107       | Identadresse Hauslabgasse 21, Hauslabgasse 20 |
| 589                                                          | 1    | Datei hochladen | Leitgebgasse 3 Standort               | 1985–1986 | Eveline-Anne Bettelheim                                                | | 11        | |
| Matzleinsdorfer Hochhaus 572 HERIS-ID: 10415 Objekt-ID: 6469 | 1 BW | Datei hochladen | Leopold-Rister-Gasse 5 Standort       | 1954–1957 | Ladislaus Hruska                                                       | Ornament- und Widmungstafel von Ernst Paar (1957), Torfeldmosaik von Josef Seebacher (1957) | 104       | Denkmalschutz Auf dem Gelände des Theodor-Körner-Hofes, auch „Südturm“ genannt |
| Julius-Ofner-Hof 97 HERIS-ID: 10375 Objekt-ID: 6429          | 1    | Datei hochladen | Margaretengürtel 22 Standort          | 1926–1927 | Ernst Lichtblau                                                        | | 140       | Denkmalschutz Benannt nach Julius Ofner Identadresse Gassergasse 31, Geigergasse 2-6 |
| 573                                                          | 1    | Datei hochladen | Margaretengürtel 42 Standort          | 1953–1954 | Maria Tölzer, Peter Tölzer                                             | | 84        | Identadresse Hollgasse 2-4, Gassergasse 43 |
| Theodor-Körner-Hof 103                                       | 1 BW | Datei hochladen | Margaretengürtel 68-74 Standort       | 1951–1955 | Ladislaus Hruska, Kurt Schlauss u. v. a.                               | Figuraler Fries, zwei Reliefplastiken von Fritz Wotruba (1953–1955) über der Durchfahrt, Supraportenkunststeinrelief Abstrakte Flächenteilung von Wander Bertoni (1956/57), Mosaikwandbild Zwei Pferde von Karl Sterrer, Bronzeplastik Freunde von Siegfried Charoux (1955/57), Kalksteinplastiken Zwei sitzende weibliche Figuren von Margarete Hanusch (1953) über einem Tor, Kinderdoppelrutsche aus Beton von Josef Seebacher, Gedenkstein für Theodor Körner von Ferdinand Welz, Wandmosaik Märchenzug von Paul Meissner (1957) am Kindergarten, Wandmosaik Abstrakte Darstellungen von Paul Meissner auf dem Jugendhaus (1962/64) | 1228      | Benannt nach Theodor Körner Wotruba-Fries unter Denkmalschutz (Listeneintrag), im Zentrum der Anlage befindet sich das ebenfalls unter Denkmalschutz stehende Matzleinsdorfer Hochhaus (Listeneintrag) Identadresse Leopold-Rister-Gasse 3, Siebenbrunnenfeldgasse 1D, Siebenbrunnenfeldgasse 1C, Siebenbrunnenfeldgasse 1B, Siebenbrunnenfeldgasse 1A, Siebenbrunnenfeldgasse 1, Reinprechtsdorfer Straße 1B, Reinprechtsdorfer Straße 1, Margaretengürtel 62-64, Kohlgasse 2A, Kohlgasse 2, Grünwaldgasse 9, Grünwaldgasse 6, Grünwaldgasse 3-5, Reinprechtsdorfer Straße 1A, Margaretengürtel 74a, Reinprechtsdorfer Straße 1C |
| Julius-Popp-Hof 94 HERIS-ID: 10378 Objekt-ID: 6432           | 1    | Datei hochladen | Margaretengürtel 76-80 Standort       | 1925–1926 | Hermann Aichinger, Heinrich Schmid                                     | Bärenbrunnen, siehe Herweghhof | 375       | Denkmalschutz Benannt nach Julius Popp Identadresse Siebenbrunnenfeldgasse 5, Einsiedlergasse 1 |
| Herweghhof 98 HERIS-ID: 10608 Objekt-ID: 6668                | 1    | Datei hochladen | Margaretengürtel 82-88 Standort       | 1926–1927 | Hermann Aichinger, Heinrich Schmid                                     | Bärenbrunnen von Hanna Gaertner (1928) zwischen Herweghof und Julius-Popp-Hof | 208       | Denkmalschutz Benannt nach Georg Herwegh Identadresse Fendigasse 39, Siebenbrunnenfeldgasse 7 |
| Metzleinstaler Hof 92 HERIS-ID: 10379 Objekt-ID: 6433        | 1    | Datei hochladen | Margaretengürtel 90-98 Standort       | 1916–1925 | Hubert Gessner, Robert Kalesa                                          | Putzornamente, Majolikaverkleidungen | 252       | Denkmalschutz Benannt nach einem Flurnamen (vgl. Matzleinsdorf) Erster großer Gemeindebau in Form eines Wohnblocks Identadresse Fendigasse 38-42, Siebenbrunnenfeldgasse 13-15, Siebenbrunnengasse 87-91 |
| Reumannhof 93 HERIS-ID: 10380 Objekt-ID: 6434                | 1    | Datei hochladen | Margaretengürtel 100-110 Standort     | 1924–1926 | Hubert Gessner                                                         | Hochstrahlbrunnen im Ehrenhof, Zwei Puttigruppen (Spielende Kinder) von Max Krejca beim Kindergarten, Büste Jakob Reumanns von Franz Seifert (1926), Majolikafliesen an den Torbögen | 450       | Denkmalschutz Benannt nach Jakob Reumann Identadresse Brandmayergasse 37-39, Siebenbrunnengasse 90-92. Doppelnennung mit Margaretengürtel 100-112 |
| Ernst-Hinterberger-Hof 557 HERIS-ID: 10381 Objekt-ID: 6435   | 1    | Datei hochladen | Margaretengürtel 122-124 Standort     | 1926–1929 | Adolf Jelletz                                                          | | 109       | Denkmalschutz 2013 benannt nach Ernst Hinterberger Identadresse Josef-Schwarz-Gasse 5-7, Gießaufgasse 33-35 |
| Franz-Domes-Hof 99 HERIS-ID: 10382 Objekt-ID: 6436           | 1    | Datei hochladen | Margaretengürtel 126-134 Standort     | 1927–1930 | Peter Behrens                                                          | Reliefportrait Franz Domes' von Alfons Riedel, Kunststeinplastik Der Lichtbringer von Mario Petrucci (1952) an einem Gebäudeeck | 179       | Denkmalschutz Benannt nach Franz Domes Identadresse Margaretenstraße 155-157, Josef-Schwarz-Gasse 11-17, Gießaufgasse 36 |
| 597                                                          | 1    | Datei hochladen | Margaretenstraße 89 Standort          | 1993–1995 | Eduard Ebner, Günter Lautner                                           | | 30        | Identadresse Zentagasse 46 |
| Maria-Restituta-Hof 299                                      | 1    | Datei hochladen | Margaretenstraße 105 Standort         | 1992–1994 | Werner Obermann, Günter Schuster                                       | | 44        | Benannt nach Maria Restituta Kafka Identadresse Pannaschgasse 6 |
| 1695                                                         | 1    | Datei hochladen | Margaretenstraße 108 Standort         | 1994–1996 | Werner Obermann                                                        | | 24        | |
| 591                                                          | 1    | Datei hochladen | Margaretenstraße 140 Standort         | 1985–1986 | Christof Riccabona                                                     | | 51        | Identadresse Amtshausgasse 2 |
| 592                                                          | 1    | Datei hochladen | Rechte Wienzeile 69 Standort          | 1985–1987 | Alfred Graf                                                            | | 19        | |
| 559                                                          | 1    | Datei hochladen | Rechte Wienzeile 71 Standort          | 1937      | Konstantin Peller                                                      | Relief Wassermännlein von Otto Hofner über dem Eingangstor | 51        | auch „Zum Wassermännlein“ genannt Identadresse Zum Wassermännlein |
| 570                                                          | BW   | Datei hochladen | Reinprechtsdorfer Straße 51 Standort  | 1951      | Alfred Wanko                                                           | | 18        | |
| 571                                                          | 1    | Datei hochladen | Schönbrunner Straße 101 Standort      | 1952–1953 | Alexis Franken                                                         | | 17        | |
| 598                                                          | BW   | Datei hochladen | Schönbrunner Straße 34 Standort       | 1994–1996 | Hugo Potyka                                                            | | 43        | |
| Anton-Katschinka-Hof 100                                     | 1    | Datei hochladen | Siebenbrunnenfeldgasse 8-10 Standort  | 1929–1930 | Karl Ernst                                                             | | 45        | Benannt nach dem Schulreformer Anton Katschinka (1839–1905) Identadresse Kohlgasse 2b |
| Matteottihof 96 HERIS-ID: 10374 Objekt-ID: 6428              | 1    | Datei hochladen | Siebenbrunnenfeldgasse 26-30 Standort | 1926–1927 | Hermann Aichinger, Heinrich Schmid                                     | Bronzereliefbild Matteottis an der Durchfahrt, 1934 entfernt, 1966 neu geschaffen, Sgraffito Mutter mit Kindern Ecke Fendigasse/Einsiedlergasse | 426       | Denkmalschutz Benannt nach Giacomo Matteotti Identadresse Einsiedlergasse 3, Siebenbrunnengasse 85, Fendigasse 33-37, Diehlgasse 1a, Diehlgasse 1, Fendigasse 34-36 |
| 566                                                          | 1    | Datei hochladen | Siebenbrunnengasse 76-80 Standort     | 1936      | Johann Stöhr                                                           | Plastik Jesus am Kreuz von Carl Wollek an der Fassade zur Einsiedlergasse, Plastik Heiliger Richard von Anton Endstorfer | 71        | Identadresse Einsiedlergasse 9-11 |
| 576                                                          | 1    | Datei hochladen | Spengergasse 30-32 Standort           | 1970–1972 | Franz Marx                                                             | Wandmosaik eines unbekannten Künstlers | 31        | Identadresse Bacherplatz 5 |
| Heinehof 95 HERIS-ID: 10438 Objekt-ID: 6496                  | 1    | Datei hochladen | Stöbergasse 4-20 Standort             | 1925–1926 | Otto Prutscher                                                         | | 157       | Denkmalschutz Benannt nach Heinrich Heine |
| Friederike-Seidl-Hof 298                                     | 1    | Datei hochladen | Viktor-Christ-Gasse 15-17 Standort    | 1989–1991 | Günter Lautner, Peter Scheifinger, Cornelia Schindler, Rudolf Szedenik | | 31        | Benannt nach der Politikerin und Exponentin der Frauenbewegung Friederike Seidl (1936–1987) Identadresse Zentagasse 35 |
| 565                                                          | 1    | Datei hochladen | Wiedner Hauptstraße 103 Standort      | 1938      | Karl Ehn                                                               | | 9         | Gemeinsam mit dem Nachbarhaus Nr. 105 erbaut, das in Besitz der Pfarre St. Florian steht |
| 574                                                          | 1    | Datei hochladen | Wiedner Hauptstraße 119 Standort      | 1955–1956 | Matthäus Jiszda II.                                                    | | 67        | Identadresse Hauslabgasse 42 |
| 596                                                          | 1    | Datei hochladen | Wiedner Hauptstraße 132 Standort      | 1992–1994 | Ernst Hoffmann                                                         | | 20        | |
| Furtmüllerhof 101                                            | 1    | Datei hochladen | Ziegelofengasse 12-14 Standort        | 1936–1938 | Konstantin Peller, Franz Wiesmann                                      | zwei Reliefs mit Arbeiterdarstellungen von Edwin Grienauer | 50        | Benannt nach Aline und Carl Furtmüller |
| 585                                                          | 1    | Datei hochladen | Ziegelofengasse 24-26 Standort        | 1980–1981 | Ernst Lederer-Ponzer                                                   | | 54        | |